# Tapura neglecta
Tapura neglecta är en tvåhjärtbladig växtart som beskrevs av N. Halle och Heine. Tapura neglecta ingår i släktet Tapura och familjen Dichapetalaceae. Inga underarter finns listade i Catalogue of Life.